# وايت سيتي وودفيل
وايت سيتي وودفيل الاسم الكامل: (بالإنجليزية: White City FC)‏ هو نادي كرة قدم أسترالي وشارك في الدوري الجنوب الأسترالي الممتاز.